# Troisdorf-Mitte

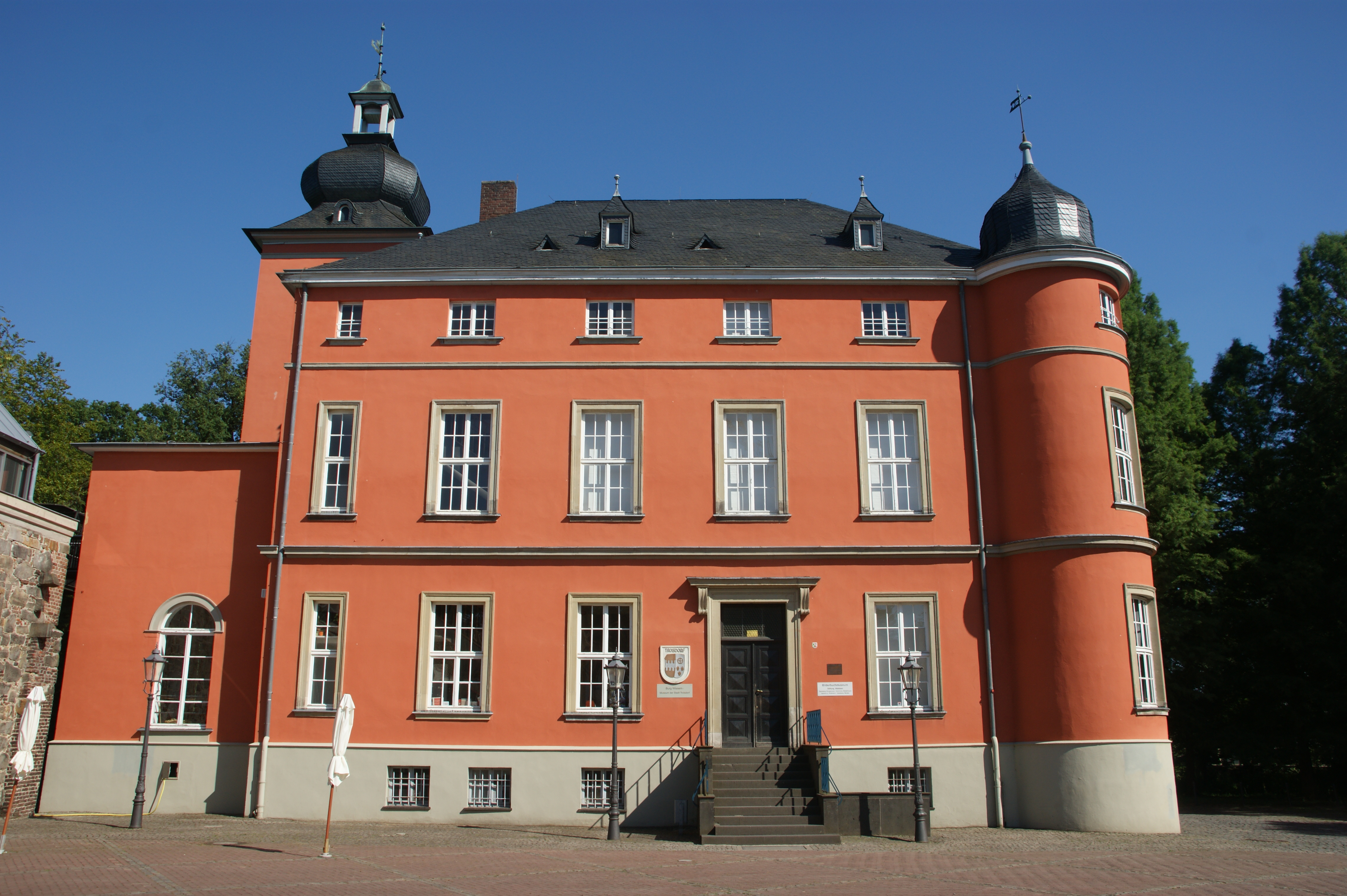
Herrenhaus der Burg Wissem

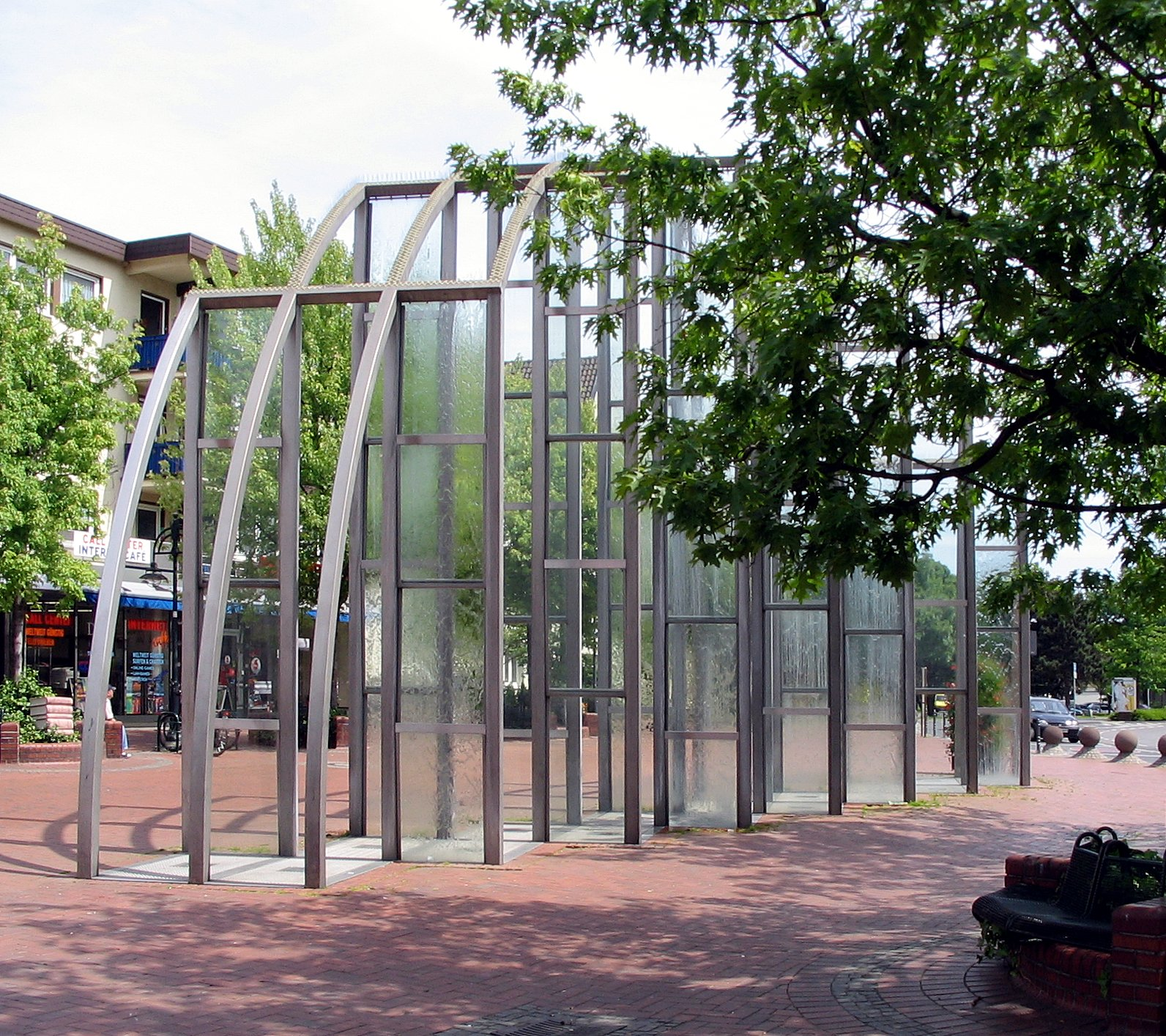
Troisdorfer Stadttor

Troisdorf-Mitte oder Alt-Troisdorf ist eine der zwölf Ortschaften von Troisdorf im nordrhein-westfälischen Rhein-Sieg-Kreis. In Troisdorf-Mitte leben die meisten Troisdorfer, der Anteil ausländischer Einwohner beträgt 17,05 %. Eine modern gestaltete Fußgängerzone lädt dort zum Einkaufsbummel und zum Verweilen in den zahlreichen gastronomischen Betrieben. Auch Erholung bietet dieser Stadtteil mit dem an die Burg Wissem angrenzenden Stadtwald, der mit Hirschgehege und Vogelpark Möglichkeiten zum Spazierengehen bietet. In der Burg Wissem ist Europas einziges Bilderbuchmuseum.

## Geschichte
Troisdorf wird ursprünglich in einer Urkunde aus dem Jahre 1075 der Siegburger Benediktiner-Abtei Michaelsberg als Truhtesdorf bezeichnet. Für eine frühe Besiedlung spricht auch der ehemalige Rittersitz Burg Wissem, der heute nahe dem Stadtzentrum am Waldrand liegt. Die Lage an der rechten Rheinstrecke und an der Siegstrecke machte Alt-Troisdorf in der zweiten Hälfte des 19. Jahrhunderts für Industrieunternehmen interessant. So folgte im Jahr 1887 der Bau einer Zündhütchen- und Sprengkapselfabrik der späteren Dynamit Nobel AG. 1952 erhielt Troisdorf Stadtrechte.
Bis in das 19. Jahrhundert hatte Alt-Troisdorf nur wenige hundert Einwohner. Erst mit der Industrialisierung im 20. Jahrhundert beschleunigte sich das Bevölkerungswachstum. Lebten 1895 erst 2.825 Menschen in dem Ort, so waren es 1968 bereits 18.000.

## Sehenswürdigkeiten
- Troisdorfer Stadttore: Zwei von Joachim Bandau und Victor Bonato 1984 entworfene Edelstahlkonstruktionen mit transparenten, spiegelnden und wasserüberlaufenen Glasflächen, welche sich am Anfang und Ende der Fußgängerzone befinden.
- Burg Wissem: Nach früherer Nutzung der Gebäude als Stadtverwaltung und Standesamt befindet sich heute dort das Bilderbuchmuseum, das einzige seiner Art in Europa.
- Evangelische Johanneskirche[3]
- Pfarrkirchen St. Hippolytus und St. Gerhard
- Eremitage am Ravensberg
- In Troisdorf-Mitte findet man noch einige der für die Region typischen Fachwerkhäuser.[4]